# Gotas de agua dulce
«Gotas de agua dulce» es una título de una canción escrita e interpretada por la cantautor colombiano Juanes perteneciente a su cuarto álbum de estudio La vida... es un ratico (2007). Es el segundo sencillo promocional de aquel álbum y fue lanzado en todo el mundo el 17 de diciembre de 2007. 
Logró la posición número uno en la lista Hot Latin Tracks de la revista Billboard en 4 ocasiones y también en muchas listas de América Latina, convirtiéndose en una canción clásica de Juanes.
Michel Teló produjo una versión en portugués con la misma melodía de la canción pero con toques de sertanejo de esta canción titulada "Gotas De Água Doce".

## Información de la canción
Gotas de agua dulce es una canción del género pop rock con influencias de ritmos de guitarra de Antioquia (Colombia) y de reggae. La canción habla sobre conocer y enamorarse de una persona a primera vista.

## Vídeo musical
Inicialmente se dio a conocer un video en el que se mostraba cómo se estaba haciendo el videoclip de Gotas de agua dulce en el cual iba a ser la historia de una chica a la que Juanes la seduciría por medio de la fotografía, además de que se incluiría mucha agua. 
El vídeo oficial fue totalmente diferente al que se mostraba en el vídeo de la elaboración...En este aparecen Juanes y su banda grabando la canción.
Existen algunos rumores del porque el vídeo que se había estado anunciando al final no fue el oficial, uno de ellos dice que a Juanes no le gustó el resultado final y es por eso que no se utilizó.

## Posiciones en las listas
| Listas (2008)                                 | Mejor posición |
| --------------------------------------------- | -------------- |
| U.S. Billboard Hot Latin Tracks               | 1 (3)          |
| U.S. Billboard Latin Pop Airplay              | 1              |
| U.S. Billboard Latin Rhythm Airplay           | 1              |
| U.S. Billboard Latin Tropical Airplay         | 1              |
| U.S. Billboard Bubbling Under Hot 100 Singles | 1 (5)          |

## Cronología
| Predecesor: Cada que... de Belanova | México Top 100 — Sencillo N.º. 1 (Primera vuelta) 9 de marzo de 2008 - 15 de marzo de 2008 | Sucesor: Cada que... de Belanova        |
| Predecesor: Cada que... de Belanova | México Top 100 — Sencillo N.º. 1 (Segunda vuelta) 30 de marzo de 2008 - 24 de mayo de 2008 | Sucesor: El presente de Julieta Venegas |

| Predecesor: Me enamora de Juanes                      | U.S. Billboard Hot Latin Songs — Sencillo N.º. 1 (Primera vuelta) 23 de febrero de 2008 - 29 de febrero de 2008 | Sucesor: ¿Dónde están corazón? de Enrique Iglesias |
| Predecesor: ¿Dónde están corazón? de Enrique Iglesias | U.S. Billboard Hot Latin Songs — Sencillo N.º. 1 (Segunda vuelta) 15 de marzo de 2008 - 28 de marzo de 2008     | Sucesor: ¿Dónde están corazón? de Enrique Iglesias |

| Predecesor: Me enamora de Juanes | U.S. Billboard Latin Pop Airplay — Sencillo N.º. 1 23 de febrero de 2008 - 18 de abril de 2008 | Sucesor: Si no te hubieras ido de Maná |